# ایستگاه متروی ادجور
ایستگاه متروی ادجور (انگلیسی: Edgware tube station) یکی از ایستگاه‌های خط شمالی متروی لندن است.
این ایستگاه که در ناحیه ادجور قرار دارد در سال ۱۹۲۴ میلادی تأسیس شده است.

## نگارخانه

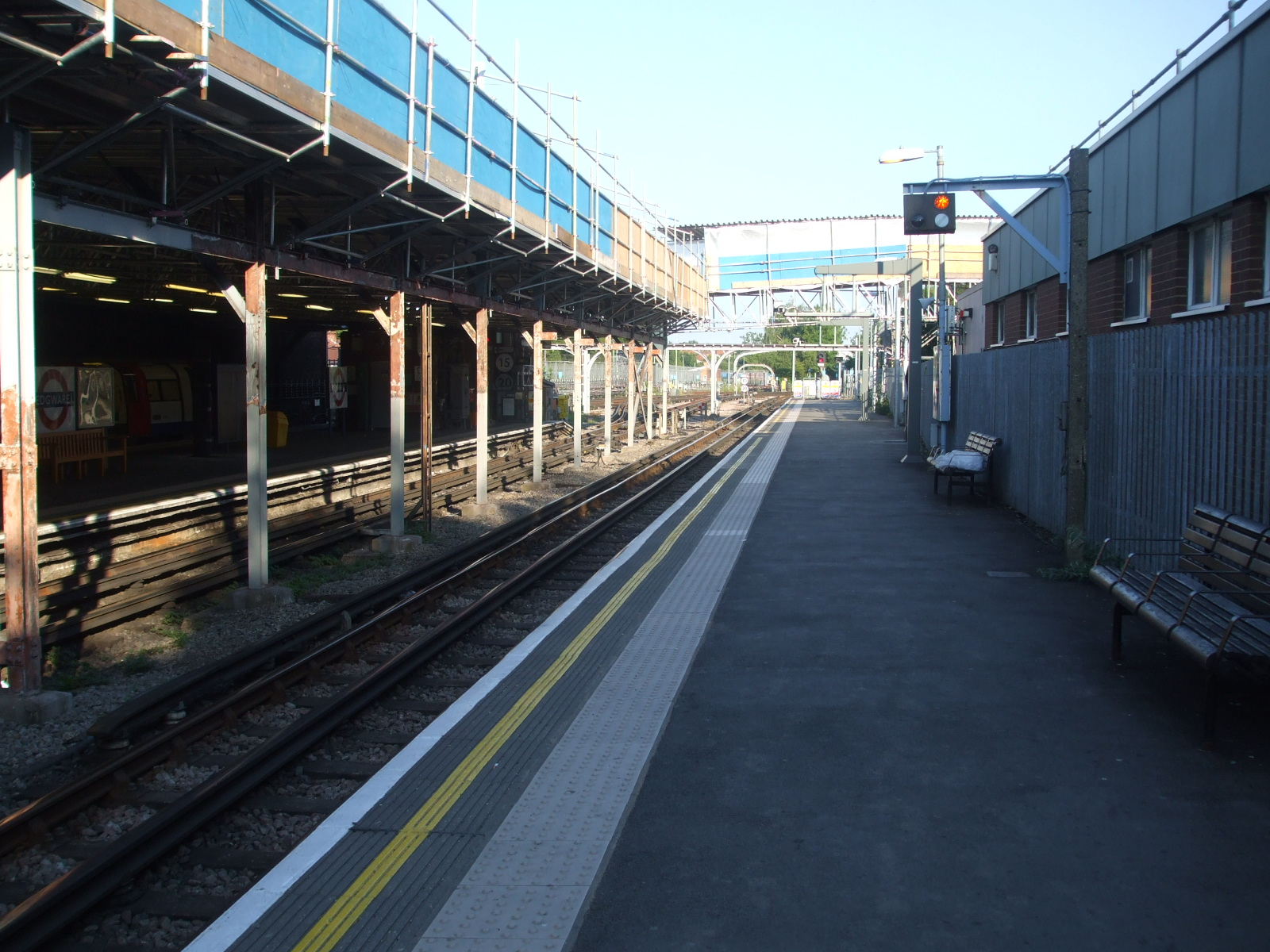
Platform 1 looking south, with trainshed to the left undergoing refurbishment, July 2008
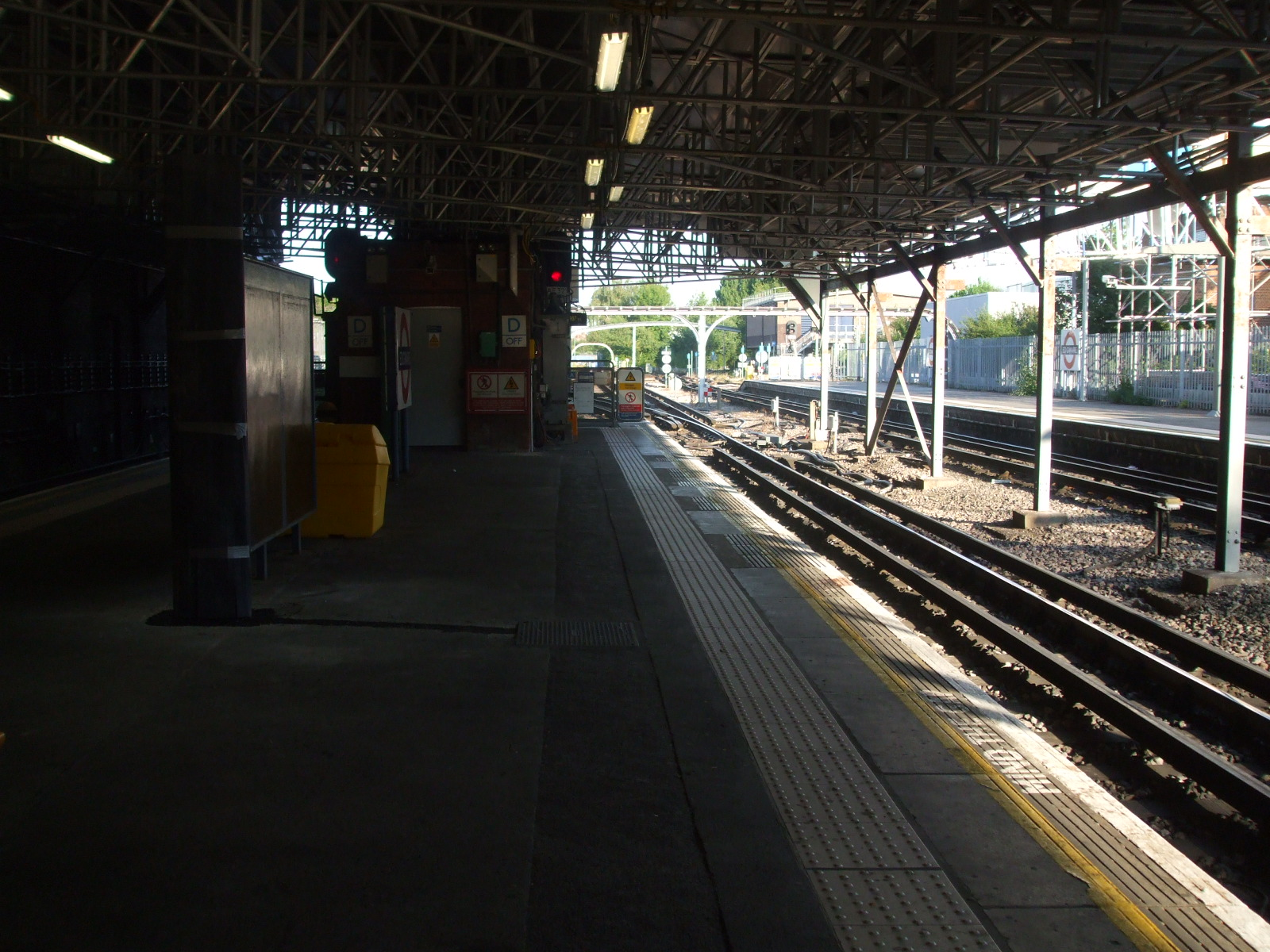
Island platform 2 looking south, July 2008
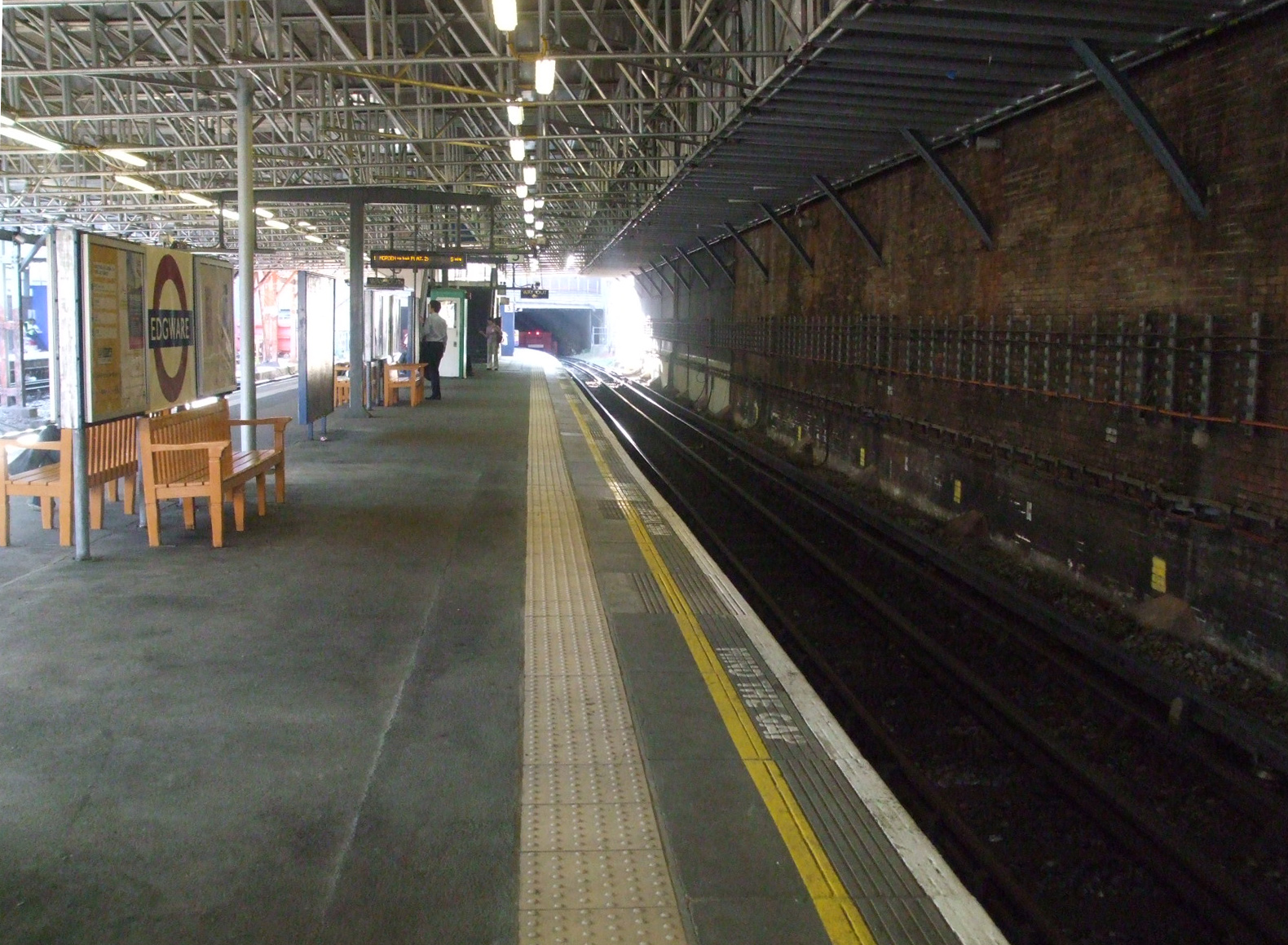
Island platform 3 looking north, July 2008
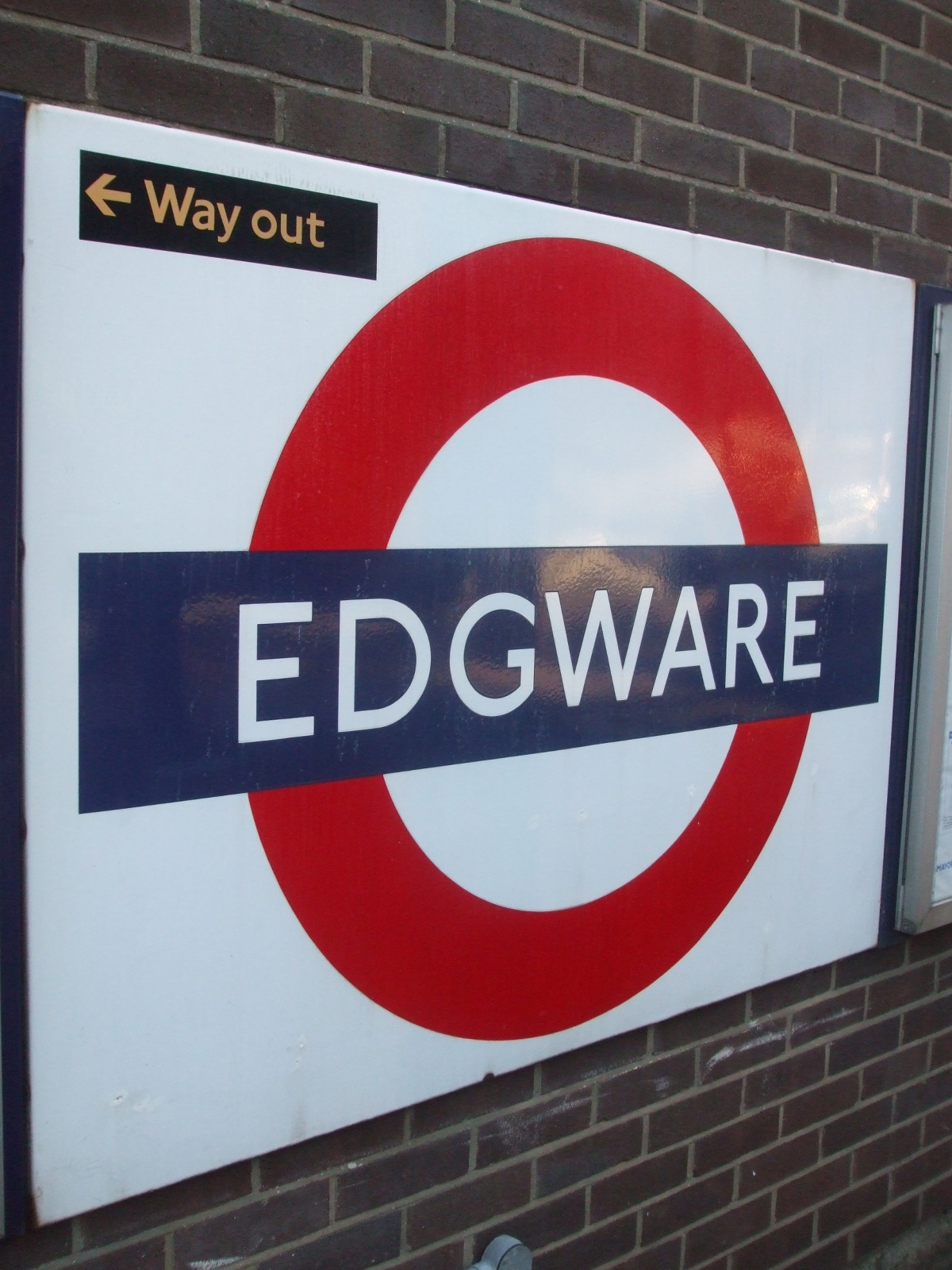
Roundel on platform 1